# ضريح تشهل دختران (دامغان)
ضريح تشهل دختران (بالفارسية: آرامگاه چهل دختران دامغان) هي ضريح تاريخية تعود إلى عصر القرن الخامس الهجري، وتقع في دامغان.